# Cal Cisquet
Cal Cisquet és una masia de Sant Agustí de Lluçanès (Osona) inclosa a l'Inventari del Patrimoni Arquitectònic de Catalunya.

## Descripció
Construcció feta amb tres cossos de base rectangular dos dels quals tenen el teulat en posició lateral a la façana principal. El nucli central de l'edifici és la part possiblement més antiga de la casa, de dos pisos i que té la porta principal datada al 1839. A aquest cos s'hi va afegir un allargament a la part dreta i un cos avançat a la part esquerra de la façana donant forma d'L a l'edifici. Al voltant de la casa hi ha diverses construccions annexes que feien funció de corts que han estat abandonades.

## Història
La llinda de pedra de la porta principal conserva la data 1839 i la finestra del primer pis conserva la llinda també datada el 1866.